# Peak Seven
Peak Seven är en bergstopp i Antarktis. Den ligger i Östantarktis. Australien gör anspråk på området. Toppen på Peak Seven är 2 182 meter över havet.
Terrängen runt Peak Seven är platt åt nordväst, men åt sydost är den kuperad. Trakten är obefolkad. Det finns inga samhällen i närheten.